# Zheng Dongmei
Zheng Dongmei (鄭冬梅S, Zhèng DōngméiP; 23 dicembre 1967) è un'ex cestista cinese.

## Carriera
Con la Cina ha disputato due edizioni dei Giochi olimpici (Barcellona 1992, Atlanta 1996) e due dei Campionati del mondo (1994, 1998).